# Йоанникій III Константинопольський
Йоанникій III (грец. Ιωαννίκιος Γ΄ , серб. Јоаникије III, бл. 1700 — 1793) — архієпископ Печський і Сербський патріарх з 1739 по 1746 рік, архієпископ Константинополя і Вселенський патріарх з 1761 по 1763 рік. Порядковий номер його титулу як для його посади Сербського Патріарха, так і для Константинопольського є III.

## Життєпис
Іоанніс Карацас народився приблизно в 1700 році й належав до впливової фанаріотської родини Караджа (Карацас), візантійсько-грецького походження.  Він став дияконом Патріарха Паїсія II, а згодом був призначений протосинкелом.
Після Белградського договору 1739 року, який завершив австро-турецьку війну (1737–39), Королівство Сербія припинило своє існування. Османський султан скинув сербського патріарха Арсенія IV, який під час війни був на боці Габсбурзької монархії, і на його місце призначив грека Йоанникія, який прийняв титул архієпископа Печа та сербського патріарха. Серед сербів він був відомий як Йоаникій (Јоаникије), і в той час було записано, що він був призначений «могутнім [правлінням] турків, а не виборами на [сербському] соборі (синоді)». Попередній патріарх Арсеній IV переїхав до Габсбурзької монархії разом із багатьма сербами під час того, що відомо як Друге велике переселення сербів. Арсеній IV став митрополитом Карловців, зберігаючи, однак, глибокі зв'язки з сербами, які залишилися в Османській імперії під юрисдикцією Йоанникія. Йоанникій залишався сербським патріархом до 1746 року, коли, обтяжений боргами через свій високий рівень життя, він був змушений продати титул, щоб розплатитися зі своїми кредиторами.
Після повернення до Константинополя у вересні 1747 року отримав призначення митрополитом Халкедонського. 26 березня 1761 року його було обрано Вселенським Патріархом Константинопольським, і він обіймав цю посаду до 21 травня 1763 року, коли був скинутий і засланий на гору Афон.
Завдяки підтримці родини Йоанникій повернувся із заслання й отримав доходи від монастиря острова Халкі поблизу Константинополя, де й помер у 1793 році.